# Geschichte des Sanitätswesens bei den österreichischen Feuerwehren
Der Sanitätsdienst hat im österreichischen Feuerwehrwesen nicht mehr diese Bedeutung für die Allgemeinheit, sondern dient in den meisten Fällen nur mehr innerhalb der Feuerwehr als Unterstützung und Schutz der eigenen Mannschaft. Seit einigen Jahren absolviert zwar jedes neu eintretende Feuerwehrmitglied eine etwas erweiterte Erste-Hilfe-Ausbildung, die zur Grundausbildung gehört, diese dient jedoch heute neben dem Selbstschutz einer verbesserten Zusammenarbeit bei Einsätzen, bei denen auch Sanitäter und Notärzte eingesetzt sind.

## Sanitätsdienst bis zum Ersten Weltkrieg
Schon in den Feuerordnungen vor den Gründungen der Feuerwehren Cisleithaniens waren Ärzte verpflichtet, sich am Brandplatz mit Verbandsmaterial einzufinden. Als die Feuerwehren gegründet wurden, bildeten die Ärzte selbst zu ihrer Unterstützung Sanitäter aus, was in der Folge zur Bildung eigener Rettungsabteilungen führte.
Nach dem Reichsgemeindegesetz von 1862 waren die Gemeinden nicht nur für den Brandschutz, sondern auch für die Sanitätsversorgung zuständig. Aus diesem Grund war es naheliegend, dass die Feuerwehr ihre Sanitätsabteilungen, vorerst für die eigenen Männer aufgebaut, auch für spezielle Dienste außerhalb des Brandeinsatzes, wie dem Krankentransport vor allem Mittelloser, ihren Dienst anbot. In diese Zeit fällt auch die Gründung des Roten Kreuzes, mit dem mehr und mehr zusammengearbeitet wurde.
Erste geschulte Sanitätsabteilungen sind seit 1866 in Klagenfurt, 1869 in Krumau, 1870 in Böhmisch Leipa und in Triest bekannt. Ab 1875 wurde in den Ausbildungen vermehrt dem Sanitätswesen Rechnung getragen, ebenso über deren Ausrüstung und Organisation. So wurde in diesen Vorschriften bereits beschrieben, welches Material bei einer Feuerwehr vorrätig zu sein hatte oder wie ein Verbandsplatz in der Nähe eines Brandplatzes zu errichten war. Allgemein wird vermutet, dass um 1880 alle Feuerwehren mit dem Notwendigsten für die Sanitätsversorgung ausgerüstet waren. 1880 wurde auch das Österreichische Rote Kreuz gegründet. Czermack, der um diese Zeit die Vereinigung der Landesfeuerwehrverbände betrieb, war ebenso ein Verfechter des Rettungswesens in Feuerwehrhand. Er schlug deshalb den Verbänden folgende Erweiterung der Statuten vor:

„Hilfeleistung bei jeder Art von Elementarereignissen und Unglücksfällen; Schulung der Mitglieder zur schnellen und richtigen Ausübung von Hilfeleistungen; Vermittlung des Lokaltransportes verwundeter und kranker Krieger von den Bahnhöfen zu den Militär- und Vereins-Sanitätsanstalten und zur Privatpflege sowie umgekehrt; Unterstützung der Zwecke der Gesellschaft vom Roten Kreuze“

Der in der Folge von Josef Horner aus Zwickau erstellte Unterrichtsbehelf erreichte 1891 bei der in Leipzig stattgefundenen Hygiene-Ausstellung die Goldmedaille.
Im Jahr 1892 kam es zu einem Abkommen zwischen dem Ständigen Österreichischen Feuerwehrausschuss und der Österreichischen Gesellschaft vom Roten Kreuz über die Bildung von „Local-Krankentransport-Colonnen“, das kurz danach auch vom k.u.k. Reichs-Kriegsministerium ratifiziert wird. Diese Kolonnen mussten nur an Orten oder Städten eingerichtet werden, die vom Ministerium als Lazarettorte ausgewiesen werden.
Diese Mannschaft gliederte sich in Patrouillen zu je drei Mann. Fünf Patrouillen ergaben einen Zug oder eine Kolonne. Die Bekleidung bestand aus der Feuerwehrkleidung mit einer Armbinde mit dem Roten Kreuz. Ausgebildet wurden sie meist von Militärärzten. In den Jahren 1892/93 waren bereits 1.085 Sanitäter in 53 Kolonnen tätig.
Im Jahr 1893 wurde jedoch schon beschlossen, dass der Sanitätsdienst nicht auf die vereinbarten Lazarettorte beschränkt bleiben sollte, sondern, dass jede Feuerwehr eine Sanitätsabteilung aufzustellen hatte. Die Größe der Abteilung richtete sich nach der allgemeinen Größe der Feuerwehr. So war in Dörfern nur ein bis zwei Mann ausreichend, in größeren Städten waren schon 12 bis 15 Mann notwendig. Diese trugen jedoch eine Armbinde nicht mit dem üblichen „Roten Genfer Kreuz“, sondern mit einem roten Samariterkreuz. Da die Feuerwehren normalerweise nur über Tragbahren oder Räderbahren verfügten, musste mit Fuhrwerkern Abkommen abgeschlossen werden, die die eigentlichen Transporte durchführten.

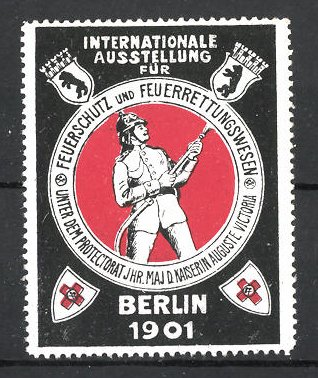
Reklamemarke für die Messe in Berlin

Im Jahr 1900 beschloss das Rote Kreuz die erweiterte Friedenstätigkeit. Das Modell der Zusammenarbeit erregte auch Aufsehen bei der Internationalen Ausstellung für Feuerschutz- und Rettungswesen 1901 in Berlin. Ende 1901 zählte man unter den 387.750 aktiven Feuerwehrleuten 73.019 Sanitäter, die auch als Samariter bezeichnet werden. Größere Abteilungen stellen eigene pferdebespannte Rettungswägen sowie auch Pferde ein.
Im Jahr 1905 stiftete Kaiser Franz Joseph die Medaille für fünfundzwanzigjährige Tätigkeit auf dem Gebiete des Feuerwehr- und Rettungswesens und unterstrich damit die Zusammengehörigkeit der beiden Aufgaben. Um 1910 werden die Statuten des Roten Kreuzes erweitert, sodass folgende Feuerwehrmänner auch zugleich Mitglieder des Roten Kreuzes sind:

„Ordentliche Mitglieder sind die Sanitätsmannschaften der Freiwilligen Feuerwehren, beziehungsweise deren Rettungsabteilungen, welche dem Verein mit der Verpflichtung beigetreten sind, den Rettungsdienst im Namen und unter dem Zeichen des Roten Kreuzes auszuüben, sie genießen für die Dauer ihrer Mitgliedschaft zu den erwähnten Rettungsabteilungen auch für ihre Person der Mitgliedschaft zu dem Vereine ohne Verpflichtung zur Leistung eines besonderen Jahresbeitrages.“

Erste Rettungsfahrzeuge kamen ab 1912, wie in Linz oder 1914 in Salzburg in Einsatz, wobei sich deren Einsatz gegenüber den Pferdegespannen als sehr teuer herausstellte.
Im Jahr 1913 hatten sich einige größere Rettungsabteilungen vom Roten Kreuz abgesondert und wollten sich in Samariter-Landes-Verbände zusammenschließen, die ihrerseits sich zu einem Österreichischen Samariterverband zusammenschließen wollten. Die obersten Gremien der Feuerwehr trugen aber dieses Vorhaben nicht mit. Andererseits wurde aber von den Landesfeuerwehrverbänden zu Kenntnis genommen, wenn nicht nur Abteilungen, sondern ganze Feuerwehren auch dem Roten Kreuz beitraten.
Beim II. Internationalen Kongress für Rettungswesen und Unfallverhütung 1913 in Wien konnte Czermack über die Vorteile eines gemeinsamen Vorgehens der Feuerwehr und dem Rettungsdienstes referieren. Im Jahr 1914 wurde noch ein Abkommen zur Harmonisierung der Ausbildungsrichtlinien zwischen Feuerwehr und Rotem Kreuz abgeschlossen.

## Der Dienst im Ersten Weltkrieg

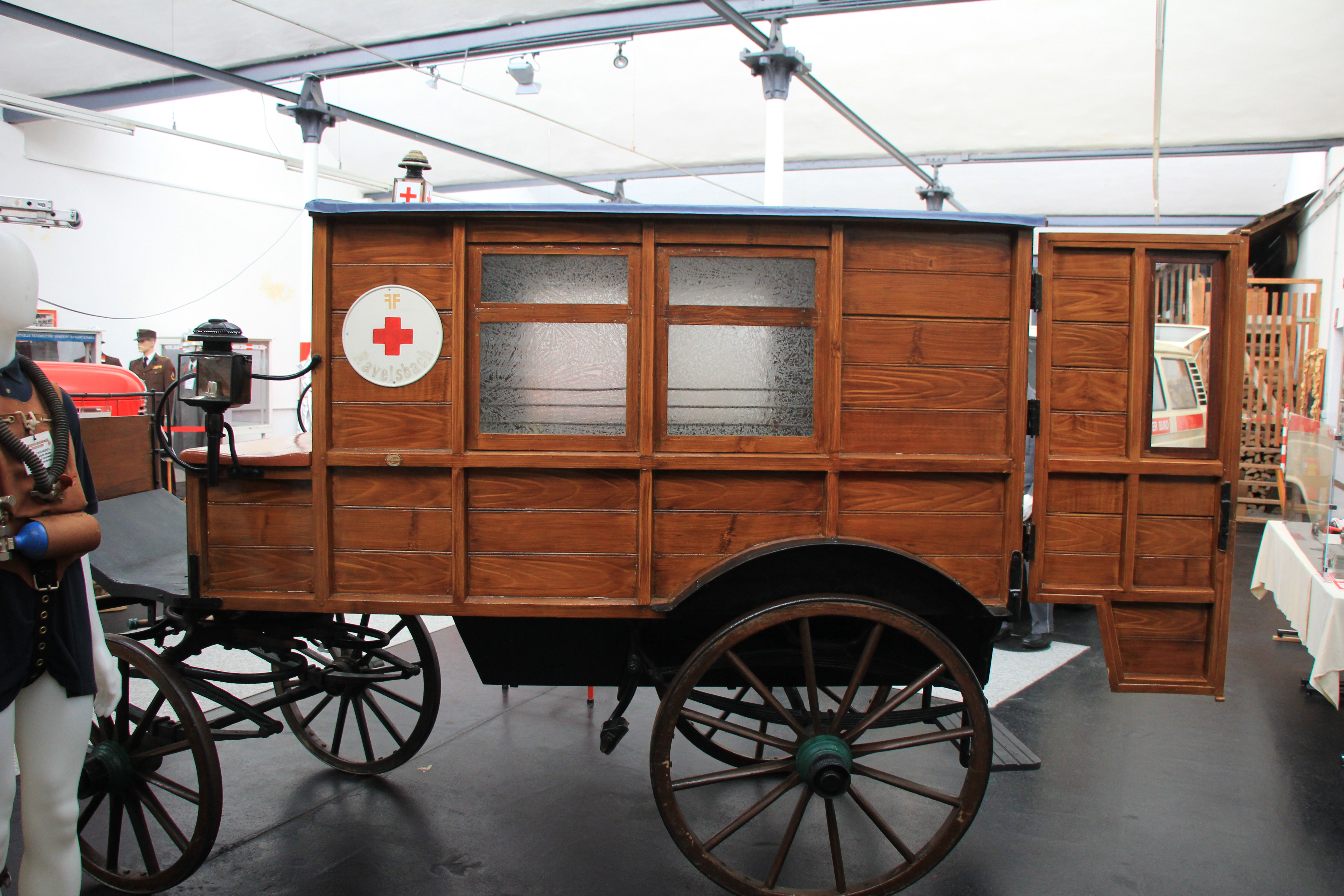
Sanitätswagen der FF Ravelsbach im Ersten Weltkrieg

Ihre Bewährungsprobe musste die Feuerwehr während des Ersten Weltkrieges ablegen. Das Hauptproblem lag im Personalmangel, da viele der aktiven Feuerwehrsanitäter einrücken mussten. Czermack, schon 67 Jahre alt, zog nach Wien, wo er in der Funktion eines Inspekteurs aller Rettungsdienste der gesamten Monarchie ein Büro für den Rettungskolonnen-Ausschuss der Österreichischen Gesellschaft vom Roten Kreuz einrichtete. Ende 1914 zählte man 605 Kolonnen, die noch weiter aufgestockt werden mussten. Nur ein paar größere Kolonnen konnten motorisiert werden. Im Jahr 1915, als auch die bis 50-jährigen einrücken mussten, wurden auch die Reservisten für den Sanitätsdienst wieder herangezogen. Da in vielen Zügen auch Waggons mit Verwundeten mitgeführt wurden, errichtete man in den Bahnhöfen Permanenzdienste ein. Schließlich musste die Feuerwehr auch noch Labestellen auf den Bahnhöfen betreiben.
Mit der Unterzeichnung des Waffenstillstandes am 3. November 1918 stellten die Lokal-Krankentransport-Kolonnen ihren Betrieb ein, während die Feuerwehr-Rettungsabteilungen ihre Tätigkeit fortsetzten.
Eingesetzt waren während der Kriegszeit 867 Kolonnen (822 nur von Feuerwehren gestellt) mit zuletzt 12.947 Mitgliedern (früher über 30.000). In der Bilanz, die Czermack zu seinem Abschied nach dem Krieg erstellte, findet man „7,466.681 Verwundete transportiert, 8,684.496 gelabt und betreut, sowie 74.726 Wundverbände ersetzt und 83.108 Aktenstücke in der Zentrale erledigt.“

## Zwischenkriegszeit
Die Anzahl der Mitglieder des Österreichischen Reichsverbandes für Feuerwehr- und Rettungswesen wurde durch den Friedensvertrag von St. Germain stark reduziert. Der Verband selbst konstituierte sich unter demselben Namen am 20. August 1920 neu. Nach den Kriegswirren war das Rettungswesen nach wie vor ein wesentlicher Bestandteil der Aufgaben der Feuerwehr. Auch der finanzielle Aspekt war vor allem für die größeren Feuerwehren von Interesse. Da die Transporte großteils bezahlt wurden, erhielt die Feuerwehr zusätzliche Mittel für die Ausrüstung. Auf der anderen Seite suchte auch das Rote Kreuz nach neuen Aufgaben. So wurde beispielsweise die Ausbildung der Sanitätsabteilungen teilweise durch das Rote Kreuz durchgeführt. Im Gegenzug sollten aber große Feuerwehren Mitglieder beim Roten Kreuz bleiben und sich auch bei der Durchführung von Sammlungen beteiligen. Durch zahlreiche Abkommen zwischen den Landesfeuerwehrverbänden und dem ÖRK versuchte man klarere Richtlinien zu schaffen. Einen Meilenstein stellte bei diesen Verhandlungen die Rettungstagung 1922 in Salzburg dar. Während die Rettungsorganisationen versuchten, die Sanitätstätigkeit an sich zu ziehen, verteidigte die Feuerwehr das bereits 1914 abgeschlossene Abkommen, nach dem sie diese Tätigkeiten durchzuführen hat. Angenommen wurde schließlich nur ein sehr entschärfter Vorschlag, in dem die Zusammenarbeit aller im Rettungswesen tätigen Organisationen wesentlich verstärkt werden sollte.
In den Folgejahren wurde die Ausbildung der Sanitäter auf neue Organisationsformen umgestellt und damit professionalisiert und institutionalisiert. Sanitäter bekamen die Gelegenheit bei der Wiener Freiwilligen Rettungsgesellschaft zu volontieren.
Im Jahr 1931 wurde an Straßen ein Allgemeiner Straßenrettungsdienst eingeführt. Mit diesem werden die Aufgaben der Feuerwehr im Rahmen des Roten Kreuzes schlagartig mehr. An bestimmten gekennzeichneten Stellen der Straßen mussten jeweils zwei Sanitäter, die mit Verbandszeug ausgerüstet waren ihren Dienst versehen. Das betraf vor allem stark frequentierte Orte in der Reisezeit. Die Sanitäter wurden auch bei Veranstaltungen, wie beim ersten Autorennen auf der Großglockner-Hochalpenstraße, das 1935 stattfand, eingesetzt.
In den Jahren 1935 und 1936 wurden die beiden Landesfeuerwehrverbände Salzburg und Burgenland aus dem Vereinsgesetz herausgenommen und wurden Verbände des öffentlichen Rechts. Damit bekamen sie auch den gesetzlichen Auftrag sowohl für das Feuerlöschwesen, als auch für das Rettungswesen. Es wurden bei allen Feuerwehren eigene Rettungsabteilungen vorgeschrieben.

## Im Deutschen Reich
Gleich nach dem Anschluss kamen die Befürchtungen auf, dass der Feuerwehr das Rettungswesen entzogen würde, was auch eintraf. Im August 1938 wurde verlautbart, dass das Sanitätswesen komplett vom Deutschen Roten Kreuz übernommen würde und die Feuerwehr diese Tätigkeit bis zum vollständigen Ausbau des DRK in der Ostmark weiter durchführen sollte. Mit Errichtung des DRK sollten alle Geräte und Sanitätsmaterial an dieses übergeben werden. Da aber teilweise gar keine Einrichtungen des DRK vorhanden waren, blieb ein Großteil der Geräte in den Feuerwehrhäusern. Im Oktober 1939 wurde sogar der Befehl von 1938 bis auf weiteres rückgängig gemacht und die Feuerwehr musste trotz des Aufbaues des DRK, den die Feuerwehr unterstützen musste, doch wieder auch den Sanitätsdienst verrichten.
Mit Beginn des Krieges beschleunigt sich der Aufbau des DRK und die Feuerwehren müssen die Namen ihrer Sanitäter bekannt geben. Übernommen wurden tatsächlich vorwiegend Geräte der motorisierten Rettungsabteilungen, während die kleinen Feuerwehren auf Ortsebene ihren Sanitätsdienst wie bisher während des ganzen Krieges durchführen.

## Nachkriegszeit
Da auch in den anderen Bereichen wieder die Gesetze von vor dem Anschluss in Geltung gelangten, lag auch bei der Feuerwehr vorerst die Vermutung nahe, den Sanitätsdienst wie vor dem Krieg weiter zu führen. Tatsächlich konnte aber das Rote Kreuz schnell wieder Fuß fassen und baute selbst das Sanitätswesen für die Allgemeinheit auf und es herrschte ein Miteinander von Freiwilligen Feuerwehren und dem Roten Kreuz, die seitdem ihre getrennten Aufgabenbereiche wahrnehmen und zusammenarbeiten, wo es notwendig ist.
Heute gibt es österreichweit nur noch die Freiwillige Feuerwehr Admont, die eine eigene Rettungsabteilung unterhält. Die FF-Admont betreibt für den Feuerwehrabschnitt Admont (5 Gemeinden, ca. 6500 Einwohner) den Rettungsdienst und ist dem Roten Kreuz als Einsatzorganisation gleichgestellt. Außerdem wird der Chemiepark Linz von der hiesigen Betriebsfeuerwehr rettungsdienstlich versorgt.